# باولو هنريكي غانسو
باولو هنريكي تشاجاس دي ليما (بالبرتغالية: Paulo Henrique Chagas de Lima‏) (مواليد 12 أكتوبر 1989 في أنانينديوا، بارا، البرازيل) المعروف باسم باولو هنريكي غانسو أو غانسو، هو لاعب كرة قدم برازيلي يلعب لصالح نادي فلومينينسي البرازيلي في مركز الوسط الهجومي.

## المنتخب البرازيلي
في عام 2009 استدعي للعب في البرازيل في بطولة العالم تحت 20 عاما. أوائل عام 2010، بدأت وسائل الاعلام البرازيلية بعد ذلك تدعو البرازيلي دونغا مدرب المنتخب الوطني لاختيار غانسو لنهائيات كأس العالم 2010 في جنوب أفريقيا، في أسوء الأحوال ان يكون بديلا عن كاكا، وذلك بسبب تقارب أسالبهم في اللعب. وفي 11 مايو 2010، كان اسمه واحدا من سبعة لاعبين احتياطيين لمنتخب الرجال لكرة القدم كأس العالم 2010 لكنه لم يشارك. في 26 تموز 2010، تم استدعاؤه من قبل المدرب مانو مينيزيس إلى «المنتخب البرازيلي» لخوض مباراة ودية ضد الولايات المتحدة الأمريكية. في 10 آب 2010، في مباراة الودية ضد الولايات المتحدة كانت أول ظهور له مع فريق الكبار. واستدعاه مانو مينيزيس للمشاركة في بطولة كوبا أمريكا 2011 وارتدى القميص رقم 10. خلال مباراة الفريق ضد باراغواي، وصنع الهدف الأول وكذلك هدف الدقيقة الأخيرة من فريد لإدراك التعادل 2-2 في المباراة